# Diesdorf
Diesdorf is een gemeente in de Duitse deelstaat Saksen-Anhalt, en maakt deel uit van de Landkreis Altmarkkreis Salzwedel.
Diesdorf telt 2.302 inwoners.
Het vlek Diesdorf ligt 25 km ten zuidwesten van de stad Salzwedel in de streek Altmark, op de grens met de streek Wendland in Nedersaksen..

## Indeling gemeente
De gemeente bestaat uit de volgende Ortsteilen
- Abbendorf
- Bergmoor
- Dankensen
- Dülseberg
- Haselhorst
- Hohenböddenstedt
- Lindhof
- Mehmke, sinds 1 september 2010
- Molmke
- Neuekrug (met Höddelsen, Neuekrug en Reddigau)
- Peckensen
- Schadeberg
- Schadewohl
- Waddekath

## Bezienswaardigheden
- Voormalig klooster van de Augustijner Koorheren, 12e eeuw, gedeeltelijk museum
- Regionaal openluchtmuseum
- Enige architectuurhistorisch interessante, oude evangelisch-lutherse dorpskerken
- Drie hunebedden uit de tijd van de Trechterbekercultuur, 3500-2800 v.Chr., Jonge Steentijd

## Afbeeldingen

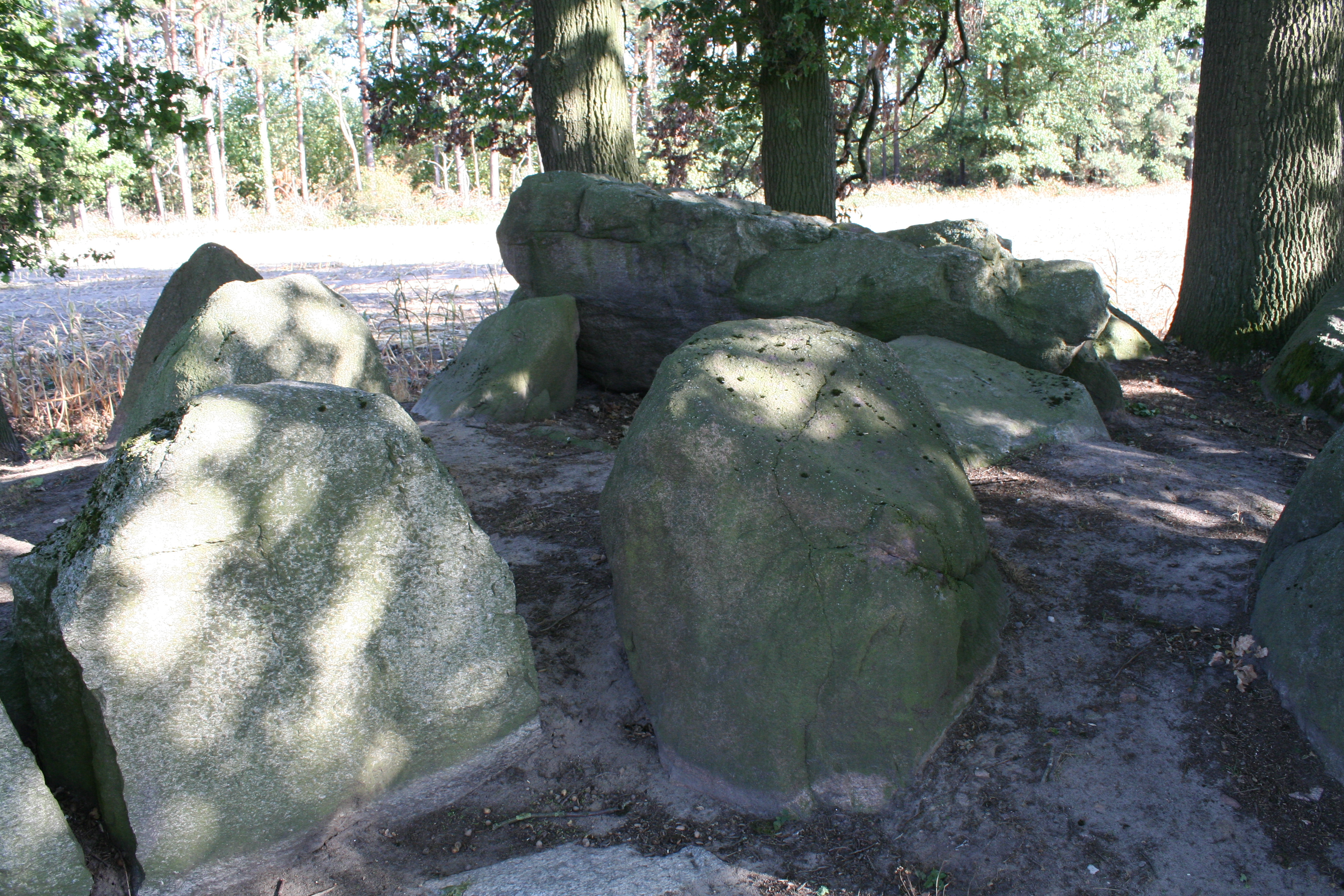
Hunebed Großsteingrab Diesdorf 1
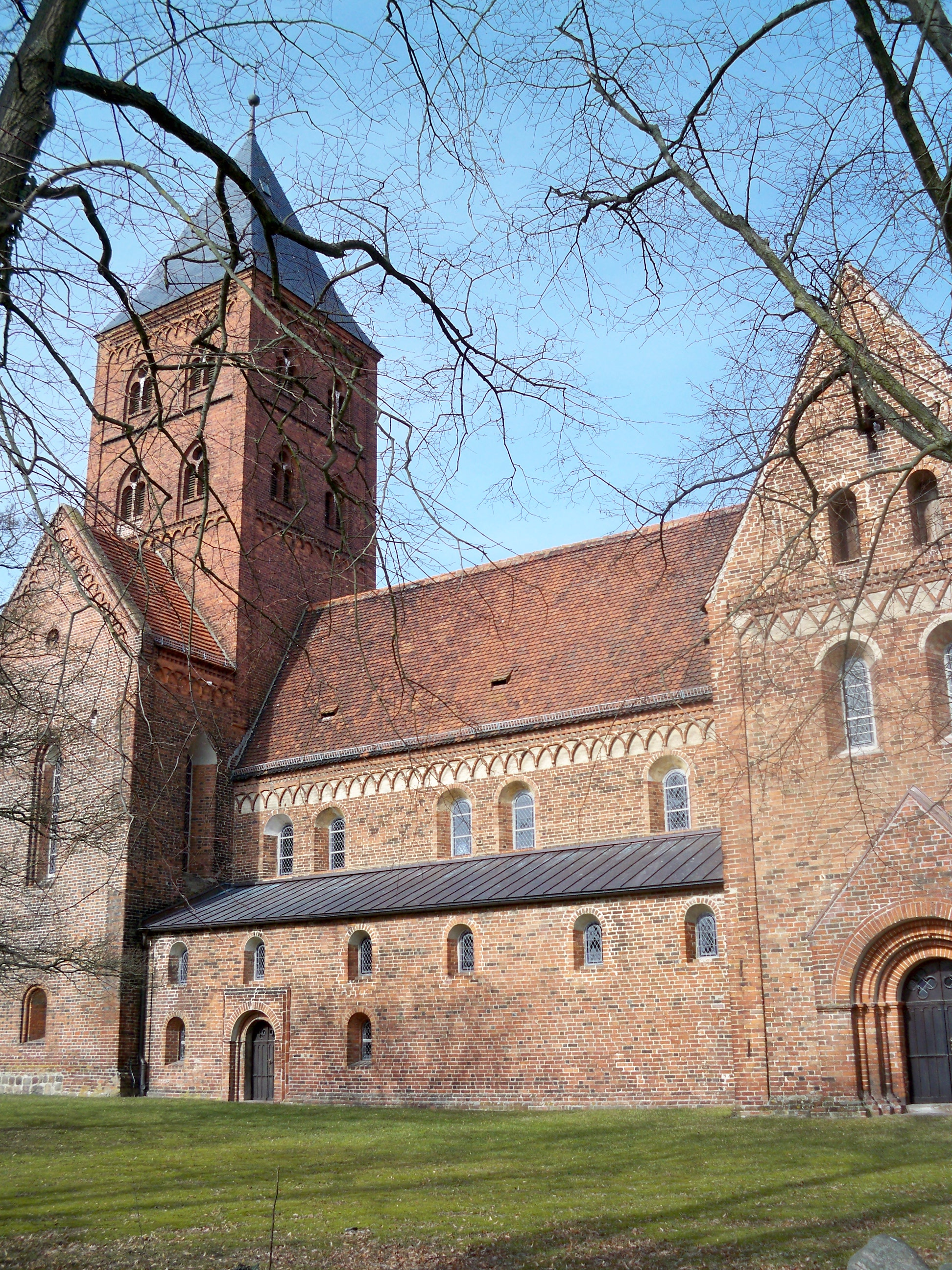
Kloosterkerk te Diesdorf
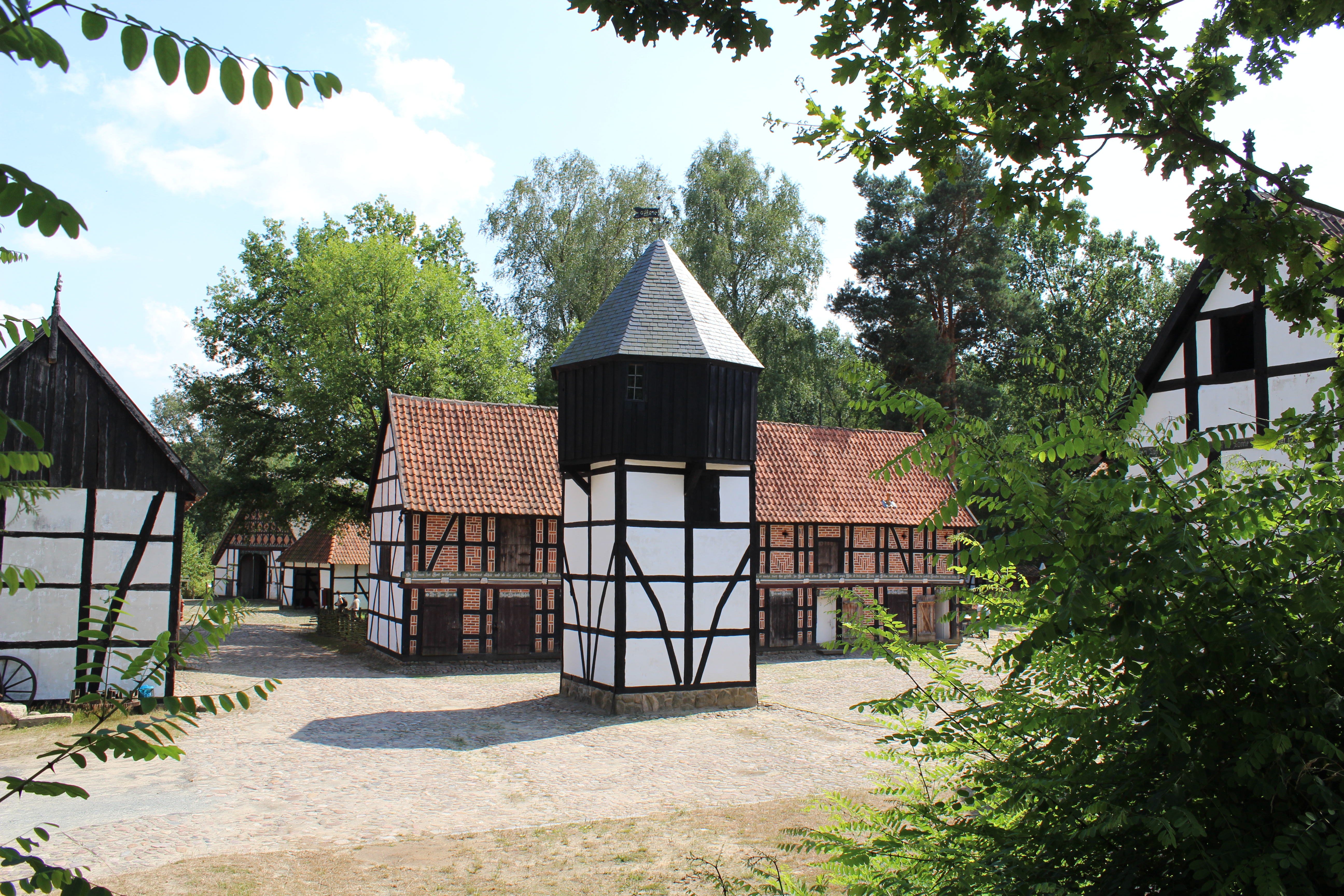
Boerderij met duiventoren in het openluchtmuseum

Apenburg-Winterfeld ·
Arendsee (Altmark) ·
Beetzendorf ·
Dähre ·
Diesdorf ·
Gardelegen ·
Jübar ·
Kalbe (Milde) ·
Klötze ·
Kuhfelde ·
Rohrberg ·
Salzwedel ·
Wallstawe